# Чигиринский полк
Чигири́нский полк — военно-административная единица Его Королевской Милости Войска Запорожского и Его Царского Пресветлого Величества Войска Запорожского (Гетманщины), со столицей в Чигирине.
Реестровый полк был основан польским королём в 1625 году. Полк находился под начальством полковника и его помощника есаула.

## История
Чигиринский реестровый полк был образован в 1625 году в Киевском воеводстве Речи Посполитой. По реестру (реестры казацкие) в 1649 году в полку было 3 222 человека в 19 сотнях, которые располагались на правом и на левом берегу Днепра Польской Руси.
27 марта 1654 года в российское подданство были приняты полки левой стороны Днепра с подтверждением привилегий войсковых старшин и казаков: Киевский, Черниговский, Винницкий, Нежинский, Переяславский, Прилуцкий, Крапивенский, Чигиринский, Миргородский и Полтавский.
В 1661 году из левобережных сотен полка был создан Кременчугский полк, существовавший до 1663 года, когда сотни вернули в состав Чигиринского полка. После Андрусовского перемирия 1667 года левобережные сотни вошли в состав Лубенского и Миргородского полков Его Царского Пресветлого Величества Войска Запорожского. Правобережные сотни остались за польским королём, а после Бучачского мира 1672 года были переданы Османской империи и вошли в состав вилаета Петра Дорошенко.
В 1678 году после занятия Чигирина турками полк был ликвидирован, хотя есть данные о существовании войскового подразделения под названием Чигиринский полк в 1683-1685 годах.
В 1704 году полк был восстановлен, но по Прутскому миру вновь упразднён, а казаки переселились на левобережье на территорию Прилуцкого полка. Последний чигиринский полковник Игнатий Галаган стал полковником прилуцким.
А в Настольном словаре для справок по всем отраслям знания Ф. Г. Толля указано, что при Всероссийской императрице Екатерине II полковник малороссийских казаков Чигиринского полка Чорба усмирил уманский мятеж, возникший вследствие притеснения православных поляками.

## Сотни
- Чигиринская (гетманская[5]);
- Крыловская;
- Вороновская;
- Чужинская;
- Боровицкая;
- Медведевская;
- Жаботинская;
- Смеливская;
- Оловьятинская;
- Баклиская;
- Орловская[3];
- Еремеевская;
- Жовнинская;
- Максимовская;
- Кременчугская, после зборовского договора, заключенный реестровыми запорожцами с польским королём, Кременчуг являлся сотенным местечком[6];
- Потоцкая;
- Омельницкая;
- Голтвинская;
- Остаповская.

## Полковники
Полковники Чигиринского полка (уряд Чигиринского полковничества), представлены как выборные радой так и наказные:
- Тарас (1630—1633);
- Лотиш, Юрий (1634);
- Скидан, Карп (1637)[8];
- Пешта, Роман (1637);
- Кричевский, Михаил Станислав (1643—1648);
- Якубович, Фёдор (1648—1650);
- Кородка, Фёдор — наказной полковник в 1648 и 1649;
- Крыса, Михаил — наказной полковник в 1650—1651;
- Богаченко, Илья — наказной полковник в 1650, полковник в 1651;
- Пархоменко, Яков — полковник в 1651—1653, наказной полковник в 1654;
- Волевач, Иван — наказной полковник в 1651 и 1653;
- Трушенко, Карп (1653—1654);
- Томиленко, Василий — наказной полковник в 1653—1654;
- Филипов, Яков (1654);
- Безштанко, Павел — наказной полковник в 1655;
- Жданович, Антон Никитович (1656—1659);
- Хомич, Григорий (1657);
- Тушенко, Карп (1658);
- Богаченко, Илья (1658);
- Каплуновский, Герасим (1659);
- Андреев, Кирилл (1659);
- Кременчуцкий, Павел (1659—1660);
- Дорошенко, Пётр Дорофеевич (1660[9] (1659));
- Опара, Степан (1661);
- Богун, Иван (1661);
- Дорошенко, Пётр Дорофеевич (1661—1663);
- Бережецкий, Прокопий Семёнович — наказной полковник в 1662, полковник в 1664;
- Городничий, Яков (1667);
- Дорошенко, Андрей Дорофеевич (1668);
- Дубяга, Иван — наказной полковник в 1669;
- Корицкий, Яков (1676);
- Коровка-Вольский, Григорий Карпович (1676—1678);
- Демиденко, Лаврентий — наказной полковник в 1678;
- Скоробогатый, Иван (1678);
- Уманец (1682);
- Громашевский (1683);
- Невинчаный, Василий (1704—1708);
- Мокиевский, Константин (1708—1709);
- Галаган, Игнатий Иванович[7] (1709—1712);
- Чорба[4]